# Pargny-sous-Mureau
Pargny-sous-Mureau is een gemeente in het Franse departement Vosges (regio Grand Est) en telt 179 inwoners (1999). De plaats maakt deel uit van het arrondissement Neufchâteau.

## Geografie
De oppervlakte van Pargny-sous-Mureau bedraagt 18,5 km², de bevolkingsdichtheid is 9,7 inwoners per km².
De onderstaande kaart toont de ligging van Pargny-sous-Mureau met de belangrijkste infrastructuur en aangrenzende gemeenten.

## Demografie
Onderstaande figuur toont het verloop van het inwonertal (bron: INSEE-tellingen).